# Грин, Брайан Остин
Бра́йан О́стин Грин (англ. Brian Austin Green; род. 15 июля 1973, Ван-Найс, Калифорния, США) — американский актёр. Больше всего известен своей ролью Дэвида Сильвера в телесериале «Беверли-Хиллз, 90210», которого он играл с 1990 по 2000 год. Кроме того, сыграл Дерека Риза в американском сериале «Терминатор: Битва за будущее» и Криса в шоу «Фредди». Получил роль Металло в «Тайнах Смолвиля» и Кита Уотсона, любовника Бри Ван де Камп в «Отчаянных домохозяйках». В 2012 году сыграл в комедийном сериале «Свадебный ансамбль» на канале TBS. С 2010 года по 2020 год был женат на актрисе Меган Фокс.

## Биография
Грин родился в Ван-Найс, Лос-Анджелес, Калифорния. Его родители, Джойс и Джордж Грин, были кантри-исполнителями. У актёра шотландские, ирландские и венгерские корни. Его второе имя, «Остин», было добавлено, когда он вступил в Гильдию киноактёров США ещё ребёнком для того, чтобы отличаться от другого актёра с таким же именем. Брайан Остин рос в северной части Голливуда, Калифорния, и ходил в старшую школу «North Hollywood», после того, как отучился в музыкальной академии «Hamilton High School».

## Карьера актёра
До своей роли в сериале «Беверли-Хиллз, 90210», Грин возвращался к роли в трёх сезонах (1987—1989) в хите CBS в прайм-тайм в мыльной опере «Тихая пристань», играя Брайана Каннингема, сына Эбби Каннингем Ивинг, которую сыграла Донна Миллз. Он возвращался к этой роли в 1997 году в мини-сериале «Тихая пристань: Там, за разворотом».
Продюсер Аарон Спеллинг говорил, что Брайан Остин Грин был выбран на кастинге на роль Дэвида Сильвера потому, что он почувствовал, что индивидуальность самого Грина напоминала характер, который они хотели видеть в герое. Часто герой описывался так, что отражал собственные интересы Брайана Остина. В 1990-х актёр появился в гостевых ролях в таких шоу, как «Проблемы роста», «Паркер Льюис не может проиграть», «Мелроуз-Плейс», «Спасённы звонком: Студенческие годы», «Фантастическая четвёрка», «Мыши-байкеры с Марса», «MADTv», «Берега Малибу», «Сабрина — маленькая ведьма», «Тихая пристань: Там, за разворотом».
С 2001 по 2002 год Брайан Остин Грин снимался в неоднократно награждённом сериале канала «Showtime» под названием «Бульвар воскрешения», в роли Люка Боннера, офицера полиции, посещающего юридическую школу. В 2004 году снялся в роли-камео в ситкоме «Надежда и вера», где познакомился с Меган Фокс и сразу же начал с ней встречаться. В 2005 году он снимался в ситкоме «Фредди» производства канала ABC, играя вместе с Фредди Принц-младшим до того, как сериал отменили в мае 2006 года. Появляется в гостевых ролях в сериалах «Сумеречная зона», «Лас-Вегас», «C.S.I.: Место преступления», а также в небольшой роли в фильме Тони Скотта «Домино» — в общих сценах снялся его коллега по сериалу «Беверли-Хиллз, 90210» и старый друг Иан Зиринг. Также снялся в короткометражном ужастике «Грейс», в котором рассказывалось о последствиях выкидыша — главную женскую роль исполнила Лиза Вэйл, известная по сериалу «Девочки Гилмор». Премьера фильма состоялась 2 июня 2006 года на фестивале «Weekend Of Horrors» журнала «Fangoria» — ставший хитом фильм лёг в основу полнометражной картины, вышедшей в 2009 году. В 2006 году также появился в шоу «Джордж Лопес» в роли Криса.
В 2008—2009 годах Грин снимался в роли Дерека Риза, дяди Джона Коннора и старшего брата Кайла Риза, в телесериале «Терминатор: Битва за будущее» — по сюжету Дерек не доверяет терминатору Камерон, которая прибыла в прошлое, чтобы защитить Джона. Брайан снимался в первом сезоне в качестве приглашённой звезды и попал в основной актёрский состав во втором сезоне, во многом благодаря любви поклонников сериала и положительным отзывам критиков. В предпоследнем эпизоде, вышедшем в эфир 3 апреля 2009 года, его герой был убит, но снова появляется в финале, прибывший из альтернативной реальности.
Актёр появляется в финале седьмого сезона «C.S.I.: Место преступления Майами» — в титрах его имя указано, как Энтони Грин. Брайан получил роль в пилоте канала The CW под названием «Грязная политика» вместе с Минкой Келли, Габриэль Юнион и Джейсоном Дорингом. Сериал не был куплен для трансляции в сезоне 2009—2010 годов. В одном из интервью, Грин обмолвился словом, что работает в качестве сопродюсера над экранизацией комикса «Фатом» с Меган Фокс в главной роли. 27 сентября 2009 года появился в гостевой роли вместе с Фокс в шоу «Saturday Night Live» — в скетче он сыграл мужчину по имени Бамблби, пародийную версию персонажа-робота о Трансформерах, но его герой носил маску робота. Актёр получил роль Клэя в седьмом сезоне сериала «Холм одного дерева», но покинул проект из-за конфликта рабочих графиков с картиной «Крест» Патрика Дэрема, где Грин сыграл супергероя Каллана — фильм поступил в продажу на DVD в мае 2011 года.
С 2009 по 2010 год играл Джона Корбена, также известного, как Металло, в трёх эпизодах девятого сезона телесериала «Тайны Смолвиля» — актёр появился в премьерном эпизоде сезона. Его персонаж — военный корреспондент, такая личность была у героя в «Серебряный век комиксов». По сюжету, Джон недавно вернулся из Афганистана. В 2010 году актёр снялся в гостевой роли в нескольких эпизодах драмеди-сериала «Отчаянные домохозяйки» канала ABC — его персонаж Кит Уотсон, молодой возлюбленный Бри Ван де Камп. которую сыграла актриса Марсия Кросс.
В 2012 году появился в гостевой роли в ситкомах «Управление гневом» и «Счастливый конец». В том же году получил главную роль в комедии «Свадебный ансамбль» канала TBS — он сыграл Томми, ведущего вокалиста группы «Mother of the Bride», состоящей из четырёх человек, друзей детства Томми, мечтавших стать рок-звёздами.
В 2020—2021 году Грин являлся постоянным членом жюри в танцевальном телешоу «Танцор в маске» на канале Fox совместо Кеном Джонгом, Полой Абдул и Эшли Тисдейл.

### Музыкальная карьера
С тем, как сериал прогрессировал, герой начинал экспериментировать с музыкой хип-хоп, диджейством, также, как и сам Грин. В 1996 году, Грин выбросил «Остин» из своего сценического имени и предпринял попытки начать карьеру в роли рэпера. Он выпустил один альбом, названный «One Stop Carnival», который продюсировал участник группы The Pharcyde, Slimkid3. В обзоре для сайта AllMusic Джейсон Энкини назвал альбом «слабым, невдохновляющим и невыносимо заносчивым, обязанным своим существованием ограниченному актёру в увядающей прайм-тайм драме».

## Личная жизнь

### Личная жизнь
Брайан Остин Грин встречался с актрисой Тори Спеллинг в начале 1990-х, Тиффани Тиссен в их середине и Ваннесой Марсил в конце — все они были его коллегами и экранными возлюбленными в сериале «Беверли-Хиллз, 90210». Марсил родила актёру сына Кассиуса Лиджа — он появился на свет 30 марта 2002 года.
В 2004 Грин начал отношения с актрисой Меган Фокс, которые в конечном счете привели к помолвке. На момент знакомства актрисе было 18 лет. Грин старше Фокс на 13 лет. В феврале 2009 года было объявлено о том, что пара рассталась, однако журнал «In Touch Weekly» написал, что вскоре Брайана и Меган снова видели вместе. Сообщалось, что в 2009 году дом Грина ограбила молодёжная группировка «Bling Ring», в которой ранее состояла Меган. Очередная помолвка Брайана и Меган состоялась 1 июня 2010 года, а 24 июня 2010 года они поженились по сообщению TMZ.com и других сайтов тайком в гостинице «Four Seasons» на Мауи на Гавайях. 27 сентября 2012 года у пары родился сын Ноа Шеннон Грин. 13 февраля 2014 года родился второй сын Бодхи Рэнсом Грин. 21 августа 2015 года Меган подала на развод. Но потом она отозвала и объявила о беременности третьим сыном. 4 августа 2016 года Фокс родила сына, которого назвали Джорни Ривер Грин.
18 мая 2020 года было сообщено о расставании Фокс и Грина
С 2020 года начал встречаться с Шарной Берджесс. 28 июня 2022 года у них родился сын.

### Отношение к журналистам
Актёр неоднократно выступал с критикой в адрес папарацци, которые постоянно вторгались в их с Меган личную жизнь. «Мы презираем их. Меган и я ценим нашу частную жизнь и время, которое мы проводим с семьёй. Меньше всего я хочу думать о том, фотографирует ли меня сейчас кто-нибудь, особенно если рядом со мной мой сын — папарацци преследуют меня, когда я забираю его из школы, это уже переходит все границы. Я понимаю, что они хотят получить наши с Меган совместные фото, но мы довольно скучные люди. Они не встретят нас в клубах, пьяными или за рулем машины в состоянии наркотического опьянения. Всё, что они получают — мы покидаем магазин или ресторан».
17 сентября 2010 года Грин также высказался публично: «Раньше это не было такой проблемой, но после выхода „Трансформеров“ нам с Меган не дают покоя. Сейчас всё иначе. Я ненавидел славу, когда снимался в „Беверли-Хиллз, 90210“, я не экстраверт. Но мне 37 лет, у меня есть прекрасная жена и маленький сын. Мне нравится быть актёром, но это всего лишь моя работа».
В марте 2012 года сайт TMZ.com сообщил, что журналист Делберт Шоу подал иск против Брайана Грина и Меган Фокс, обвинив актёра в нападении на него после того, как Шоу сделал снимки пары во время их отдыха на Гавайях в 2010 году. В июне 2012 года Грин заявил, что это были его попытки защиты частной жизни, и иск не должен быть направлен против Фокс.

## Фильмография

### Кино
| Кино | Кино                                                 | Кино                                  | Кино                | Кино                      |
| Год  | Название                                             | В оригинале                           | Роль                | Примечания                |
| ---- | ---------------------------------------------------- | ------------------------------------- | ------------------- | ------------------------- |
| 1990 | Мальчишка                                            | Kid                                   | Металлический Луи   |                           |
| 1991 | Американское лето                                    | An American Summer                    | Чарльз «Фин» Финдли |                           |
| 1991 | Кикбоксер 2: Дорога назад                            | Kickboxer 2: The Road Back            | Томми               |                           |
| 1992 | Шпионские страсти                                    | Spies Inc.                            | Диктор              |                           |
| 1997 | По законам обмана                                    | Laws Of Deception                     | Кэл Миллер          | эротический триллер       |
| 1997 | Отец - одиночка                                      | Unwed Father                          | Майкл Свитцер       | драма                     |
| 2002 | Убийца по соседству                                  | Ronnie                                | Стэнли              |                           |
| 2002 | За поворотом                                         | Purgatory Flats                       | Рэнди Мэклин        |                           |
| 2002 | Бледность                                            | Bleach                                | Зак                 | короткометражный фильм    |
| 2003 | Бычок и Петушок                                      | Southside                             | Джек О’Мэлли        |                           |
| 2003 | Рыбка без велосипеда                                 | Fish Without A Bicycle                | Бен                 |                           |
| 2005 | Домино                                               | Domino                                | Играет самого себя  | эпизодическая роль        |
| 2006 | Грэйс                                                | Grace                                 | Джимми              | короткометражный фильм    |
| 2009 | Фактор удара                                         | Impact Point                          | Холден              | сразу на видео            |
| 2008 | Как потерять друзей и заставить всех тебя ненавидеть | How To Lose Friends & Alienate People | Гость на вечеринке  | эпизодическая роль        |
| 2009 | Только спокойствие                                   | Stay Cool                             | Рассказчик          |                           |
| 2010 | Срочность                                            | Urgency                               | Тони                |                           |
| 2010 | Герои-чудовища                                       | Monster Heroes                        | Джеймс              |                           |
| 2011 | Кросс                                                | Cross                                 | Каллен              | сразу на видео            |
| 2011 | Обращение в Японца                                   | Turning Japanese                      | Сэм                 | короткометражный фильм    |
| 2011 | Похороненная 2                                       | ChromeSkull: Laid To Rest 2           | Престон             |                           |
| 2013 | Последняя остановка                                  | Last Stop                             | Джек                | на стадии пост-продакшена |
| 2017 | Перекрестные войны                                   | Cross Wars                            | Каллен              |                           |

### Телевидение
| Кино      | Кино                                           | Кино                                            | Кино                                  | Кино                |
| Год       | Название                                       | В оригинале                                     | Роль                                  | Примечания          |
| --------- | ---------------------------------------------- | ----------------------------------------------- | ------------------------------------- | ------------------- |
| 1985      | Кентервильское привидение                      | The Canterville Ghost                           | Вилли                                 | телевизионный фильм |
| 1987      | Старый добрый Бивер                            | Still The Beaver                                | Джейсон                               | 1 эпизод            |
| 1987      | Лестница в небо                                | Highway To Heaven                               | Мэттью Эванс                          | 1 эпизод            |
| 1986-1989 | Тихая пристань                                 | Knots Landing                                   | Брайан Каннингем                      | 28 эпизодов         |
| 1987      | Маленькое чудо                                 | Small Wonder                                    | Гари                                  | 2 эпизода           |
| 1987      | Доброе утро, мисс Блисс                        | Good Morning, Miss Bliss                        | Адам Монткриф                         | пилот, 1 эпизод     |
| 1988      | Ребёнок                                        | Baby M                                          | Райан Уайтхед                         | телевизионный фильм |
| 1989      | Спасатели Малибу                               | Baywatch                                        | Брайан                                | 1 эпизод            |
| 1990      | Зелёный человек                                | The Green Man                                   | Мистер Клингер                        | 2 эпизода           |
| 1990      | Беверли-Хиллз, 90210                           | Beverly Hills, 90210                            | Дэвид Сильвер                         | 292 эпизода         |
| 1991      | Проблемы роста                                 | Growing Pains                                   | Рэпер в молодёжной музыкальной группе | 1 эпизод            |
| 1992      | Мелроуз-Плейс                                  | Melrose Place                                   | Дэвид Сильвер                         | 3 эпизода           |
| 1994      | Фантастическая четвёрка                        | Fantastic Four                                  | Поджигатель                           | 13 эпизодов         |
| 1995      | Она сражалась в одиночку                       | She Fought Alone                                | Итан                                  | телевизионный фильм |
| 1996      | Предательство друга                            | A Friend’s Betrayal                             | Пол                                   | телевизионный фильм |
| 1996      | Её шикарный роман                              | Her Costly Affair                               | Джефф Данте                           | телевизионный фильм |
| 1996      | Безумное телевидение                           | MADtv                                           | Белый Шоколад                         | 1 эпизод            |
| 1996      | Берега Малибу                                  | Malibu Shores                                   | Сэнди Гейдж                           | 1 эпизод            |
| 1996      | Сабрина — маленькая ведьма                     | Sabrina, The Teenage Witch                      | Чед Кори Дилан                        | 1 эпизод            |
| 1996      | Мыши-байкеры с Марса                           | Biker Mice From Mars                            | Римфайер                              | 2 эпизода           |
| 1997      | Тихая пристань: Там, за разворотом             | Knots Landing: Back To The Cul-de-Sac           | Брайан Каннингем                      | мини-сериал         |
| 1997      | Отец-одиночка                                  | Unwed Father                                    | Джейсон Кемплер                       | телевизионный фильм |
| 1998      | Оружие мертвеца                                | Dead Man’s Gun                                  | Джо Дин Боннер                        | 1 эпизод            |
| 2001      | Боевой корабль                                 | Combat Sheep                                    | н/д                                   | телевизионный фильм |
| 2001      | Бульвар Воскрешение                            | Resurrection Blvd.                              | Люк Боннер                            | 1 эпизод            |
| 2001      | Стэйси Стоун                                   | Stacey Stone                                    | Лоренцо                               | 15 эпизодоа         |
| 2002      | Парни из Трейлерпарка                          | Trailer Park Boys                               | Второй полицейский                    | 3 эпизода           |
| 2002      | Сумеречная зона                                | The Twilight Zone                               | Шон Мур                               | 1 эпизод            |
| 2003      | C.S.I.: Место преступления                     | CSI: Crime Scene Investigation                  | Грегори Кертвелл                      | 1 эпизод            |
| 2003      | Теперь всё наоборот                            | This Time Around                                | Дрю Хеслер                            | телевизионный фильм |
| 2004      | Лас-Вегас                                      | Las Vegas                                       | Коннор Миллс                          | 1 эпизод            |
| 2005      | Фредди                                         | Freddie                                         | Крис                                  | 22 эпизода          |
| 2006      | Джордж Лопес                                   | George Lopez                                    | Крис                                  | 1 эпизод            |
| 2007      | Безымянный проект Дэида Коэна и Макса Матчника | Untitled David Kohan / Max Mutchnick TV Project | Ноа                                   | телевизионный фильм |
| 2008      | Терминатор: Битва за будущее                   | Terminator: The Sarah Connor Chronicles         | Дерек Риз                             | 23 эпизода          |
| 2009      | C.S.I.: Место преступления Майами              | CSI: Miami                                      | Энтони Грин                           | 1 эпизод            |
| 2010      | Тайны Смолвиля                                 | Smallville                                      | Джон Корбен / Металло                 | 3 эпизода           |
| 2010      | Дикарка                                        | The Wild Girl                                   | Нед Джайлс                            | телевизионный фильм |
| 2011      | Крутые ребята                                  | Mobsters                                        | Кармин                                | 1 эпизод            |
| 2011      | Комната №7                                     | Suite 7                                         | Коул                                  | 1 эпизод            |
| 2011      | Отчаянные домохозяйки                          | Desperate Housewives                            | Кит Уотсон                            | 15 эпизодов         |
| 2011      | Только для взрослых                            | Adults Only                                     | Дик                                   | н/д                 |
| 2012      | Управление гневом                              | Anger Management                                | Шон                                   | 2 эпизода           |
| 2012      | Счастливый конец                               | Happy Endings                                   | Крис                                  | 2 эпизода           |
| 2012      | Свадебная группа                               | The Wedding Band                                | Томми                                 | 10 эпизодов         |
| 2020—2021 | Танцор в маске                                 | The Masked Dancer                               | самого себя                           | 8 эпизодов          |